# NGC 5507
NGC 5507 est une galaxie lenticulaire située dans la constellation de la Vierge. Sa vitesse par rapport au fond diffus cosmologique est de 2 112 ± 19 km/s, ce qui correspond à une distance de Hubble de 31,2 ± 2,2 Mpc (∼102 millions d'al). NGC 5507 a été découverte par l'astronome germano-britannique William Herschel en 1787.
À ce jour, une mesure non basée sur le décalage vers le rouge (redshift) donne une distance d'environ 34,300 Mpc (∼112 millions d'al). Cette valeur est tout juste à l'extérieur des valeurs de la distance de Hubble. Notons que c'est avec la valeur moyenne des mesures indépendantes, lorsqu'elles existent, que la base de données NASA/IPAC calcule le diamètre d'une galaxie et qu'en conséquence le diamètre de NGC 5507 pourrait être d'environ 15,4 kpc (∼50 200 al) si on utilisait la distance de Hubble pour le calculer.

## Groupe de NGC 5506
NGC 5507 fait partie du groupe de NGC 5506, la galaxie la plus brillante de ce groupe. Ce groupe de galaxies compte au moins cinq membres. Les quatre autres galaxies du groupe sont NGC 5496, NGC 5506, IC 976 et UGC 9057.

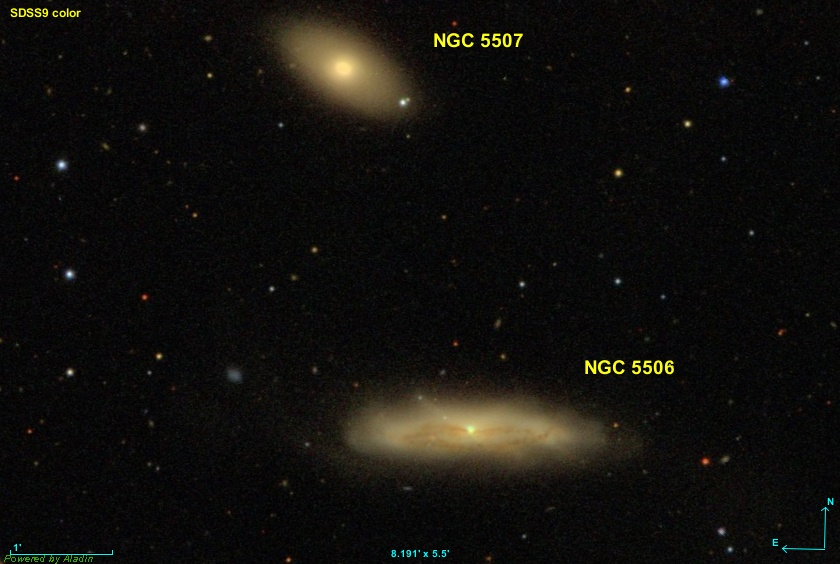
La paire de galaxies NGC 5506 et NGC 5507.

Les galaxies NGC 5506 et NGC 5507 sont voisines l'une de l'autre dans le ciel et à peu près à la même distance de la Voie lactée et elles forment une paire réelle de galaxies.
A. M. Garcia mentionne aussi ce groupe avec exactement les mêmes galaxies, mais il le désigne sous le nom de groupe de NGC 5496 contrairement à un certain usage, car cette dernière n'est pas la plus brillante du groupe.
Le groupe de NGC 5506 fait partie de l'amas de la Vierge III, un des amas galactique du superamas de la Vierge.